# Perignano
Perignano è una frazione del comune italiano sparso di Casciana Terme Lari, nella provincia di Pisa, in Toscana.

## Storia
Località di origini romane (Perenius). Durante il medioevo Perignano era comune indipendente, composto principalmente da due animate borgate: S. Andrea e S. Lucia.
I Pisani, che ebbero il controllo del territorio per periodi più lunghi, curarono la costruzione e la manutenzione di una fitta rete di canali che garantì all'economia medievale perignanese un certo sviluppo. Nel 1370 i pisani vi costruirono fortificazioni contro Firenze, distrutte da quest'ultima nel 1389. Con la dominazione fiorentina il territorio di Perignano iniziò ad essere abbandonato e l'agricoltura dovette lasciare il passo alla pastorizia.
Nel XV secolo la popolazione perignanese dovette lasciare il territorio per trasferirsi soprattutto nella zona collinare, più sicura, di Lari, dove il comune continuò a riunirsi regolarmente. Nel XVIII secolo, con l'arrivo da Vienna degli Asburgo-Lorena e di nuove famiglie aristocratiche (come i Papasogli, di origine greca), l'economia si riprese.
Il grande evento che segnò la storia di Perignano fu la costruzione, nel XIX secolo, della strada Firenze-Livorno, voluta dai regnanti lorenesi. Fu così iniziata la costruzione dell'attuale centro abitato, posto più a sud rispetto al vecchio abitato principale di Santa Lucia.

## Monumenti e luoghi d'interesse

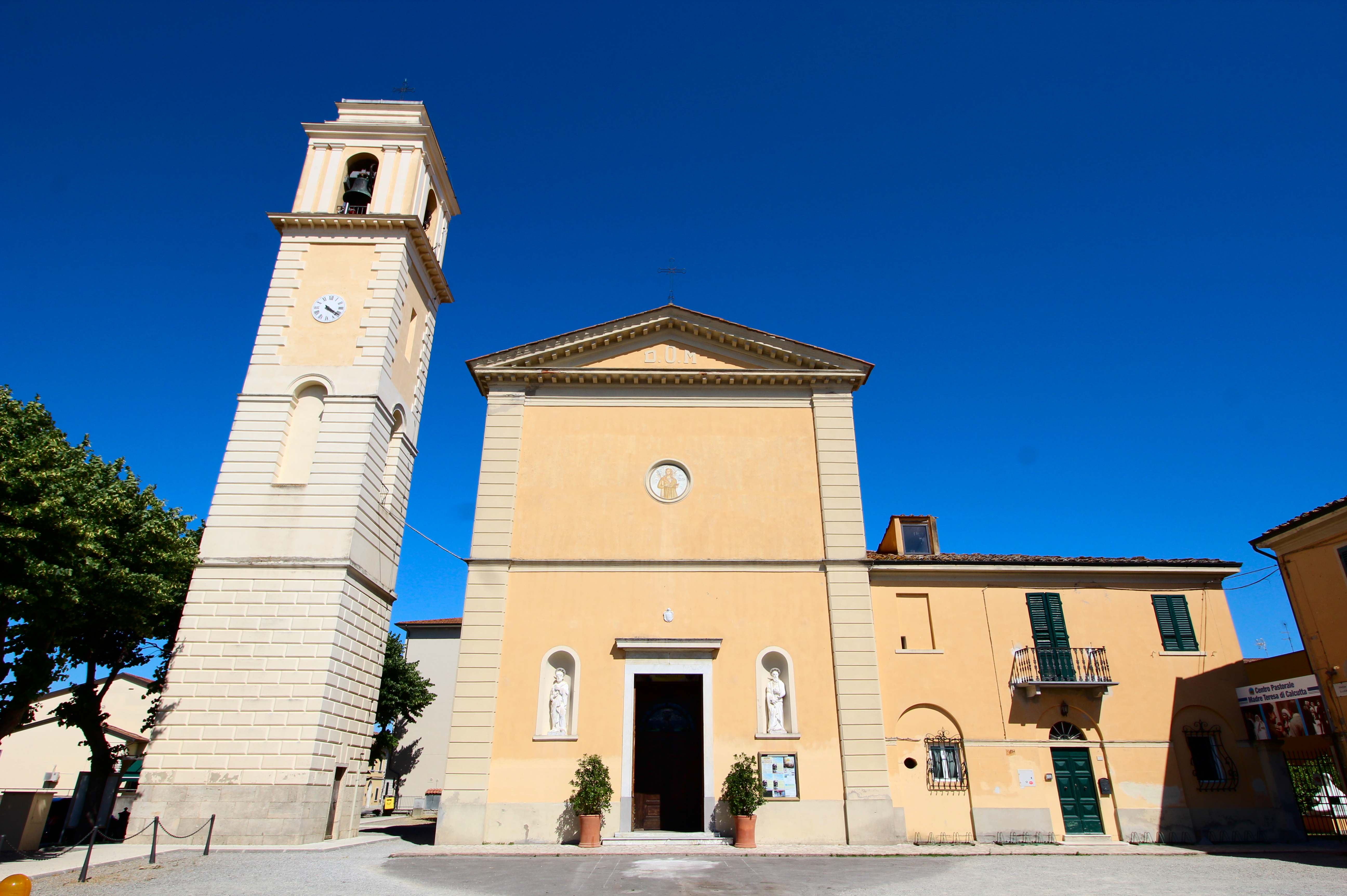
La chiesa parrocchiale di Santa Lucia

### Architetture religiose
- Chiesa di Santa Lucia, chiesa parrocchiale di Perignano
- Oratorio di Santa Lucia, se ne conservano i resti
- Chiesa di Cristo Re, in località Quattro Strade

### Architetture civili
- Villa Sanminiatelli
- Cippo commemorativo della perduta pieve di Triana

### Architetture militari
- Castello di Perignano, se ne conservano i resti

## Società

### Tradizioni e folclore
A settembre vi si svolge il palio delle contrade nel corso del quale le sei contrade del paese (Casaccia, Castello, Quattro Strade, Spinelli, Tre Vie e Viale) si sfidano. La manifestazione comprende tre eventi: la sfilata storica, il minipalio e il palio della bilancia.Tale festa paesana nacque nel 1985 in occasione del centenario della costruzione della chiesa di Santa Lucia. È organizzata dall'Associazione perignanese per le attività culturali e folkloristiche.

## Geografia antropica
La frazione è suddivisa tradizionalmente in sei contrade, comprendenti oltre al paese di Perignano anche i tre adiacenti centri abitati di Casine di Perignano, Quattro Strade e Spinelli:
- Casaccia
- Castello
- Quattro Strade
- Spinelli
- Tre Vie
- Viale (composto dai rioni di Fagiolaia, Pari e Tomaiola)

## Economia
Perignano è nota a livello nazionale per i mobilifici e gli show-room d'arredamento, tanto da meritarsi l'appellativo di città dell'arredamento, industria florida anche nella vicina Ponsacco. I negozi di arredamento sono tutti concentrati nella strada principale e offrono complessivamente oltre 100.000 m2 di spazio espositivo.

## Sport
La principale squadra di calcio della città è il FRATRES PERIGNANO 2019 che milita nel campionato di Eccellenza Toscana Gir. A. Esiste anche una società di pallacanestro e pallavolo ASD Perignano.